# Виборчий округ 21
Виборчий округ 21 — виборчий округ у Волинській області. В сучасному вигляді був утворений 28 квітня 2012 постановою ЦВК №82 (до цього моменту існувала інша система виборчих округів). Окружна виборча комісія цього округу розташовується в приміщенні колишнього міського ВРАЦСу за адресою м. Ковель, вул. Незалежності, 73.
До складу округу входять місто Ковель, а також Ковельський, Ратнівський, Старовижівський і Шацький райони. Виборчий округ 21 межує з округом 23 на сході, з округом 20 на півдні, з округом 19 на південному заході та обмежений державним кордоном з Польщею на заході і з Білоруссю на північному заході і на півночі. Виборчий округ №21 складається з виборчих дільниць під номерами 070343-070435, 070732-070780, 070840-070884, 070942-070970 та 070990-071022.

## Народні депутати від округу
| Ім'я                   | Фото | Партія         | Скликання | Дата набуття повноважень | Дата припинення повноважень |
| ---------------------- | ---- | -------------- | --------- | ------------------------ | --------------------------- |
| Івахів Степан Петрович |      | самовисуванець | 7-ме      | 12 грудня 2012           | 27 листопада 2014           |
| Івахів Степан Петрович |      | самовисуванець | 8-ме      | 27 листопада 2014        | 29 серпня 2019              |
| Івахів Степан Петрович |      | самовисуванець | 9-те      | 29 серпня 2019           |                             |

## Результати виборів

### Парламентські

#### 2019
Кандидати-мажоритарники:
- Івахів Степан Петрович (самовисування)
- Лев Андрій Миколайович (Слуга народу)
- Сінчук Богдан Володимирович (Батьківщина)
- Поліщук Юрій Петрович (Свобода)
- Мовчан Віктор Вікторович (самовисування)
- Горішний Василь Олександрович (Опозиційна платформа — За життя)
- Калюжний Олексндр Володимирович (самовисування)
- Місірук Олег Миколайович (самовисування)
- Дем'янчук Віталій Юрійович (Разом сила)

#### 2014
Кандидати-мажоритарники:
- Івахів Степан Петрович (самовисування)
- Дружинович Сергій Олександрович (Сила людей)
- Гетьман Михайло Олександрович (Батьківщина)
- Гавришук Олександр Михайлович (самовисування)
- Кучер Тетяна Михайлівна (Радикальна партія)
- Івасюк Валерій Петрович (самовисування)
- Кононович Олександр Адамович (Комуністична партія України)
- Скальський Микола Валерійович (Блок лівих сил України)

#### 2012
Кандидати-мажоритарники:
- Івахів Степан Петрович (самовисування)
- Гузь Ігор Володимирович (Батьківщина)
- Смітюх Іван Євдокимович (самовисування)
- Скрипін Ігор Олександрович (УДАР)
- Кононович Олександр Адамович (Комуністична партія України)
- Верчук Ігор Васильович (Українська народна партія)
- Байцим Василь Федорович (самовисування)
- Бурко Іван Михайлович (Партія регіонів)

## Явка
Явка виборців на окрузі: